# Красный Бор (Бокситогорский район)
Красный Бор — деревня в Ефимовском городском поселении Бокситогорского района Ленинградской области.

## История
Деревня Бор упоминается на карте Новгородского наместничества 1792 года А. М. Вильбрехта.

БОР — деревня Сидоровского общества, прихода Пелушского погоста. Река Колпи.

Крестьянских дворов — 5. Строений — 7, в том числе жилых — 5. Жители занимаются рубкой, возкой и сплавом леса.

Число жителей по семейным спискам 1879 г.: 13 м. п., 22 ж. п.; по приходским сведениям 1879 г.: 16 м. п., 13 ж. п.

СВЯТОЗЕРО — деревня Сидоровского общества, прихода Пелушского погоста. Озеро Святозеро.

Крестьянских дворов — 4. Строений — 5, в том числе жилых — 4. Жители занимаются рубкой, возкой и сплавом леса.

Число жителей по семейным спискам 1879 г.: 14 м. п., 9 ж. п.; по приходским сведениям 1879 г.: 14 м. п., 9 ж. п.

В конце XIX — начале XX века деревни административно относились к Борисовщинской волости 5-го земского участка 3-го стана Тихвинского уезда Новгородской губернии.

БОР — деревня Сидоровского общества, дворов — 6, жилых домов — 6, число жителей: 21 м. п., 20 ж. п.
 
Занятия жителей — земледелие. Озеро Святозеро и река Колпь.
 
СВЯТОЗЕРО — деревня Сидоровского общества, дворов — 5, жилых домов — 5, число жителей: 21 м. п., 16 ж. п.
 
Занятия жителей — земледелие. Озеро Святозеро. (1910 год)

С 1917 по 1918 год деревни Бор и Святозеро входили в состав Борисовщинской волости Тихвинского уезда Новгородской губернии. 
С 1918 года, в составе Череповецкой губернии.
С 1927 года, в составе Сидоровского сельсовета Ефимовского района.
По данным 1933 года деревни Бор и Святозеро входили в состав Сидоровского вепсского национального сельсовета Ефимовского района.
С 1 января 1938 года деревня Святозеро учитывается областными административными данными, как деревня Красный Бор.
С 1 января 1955 года деревня Бор, согласно областными административными данными, объединена с деревней Красный Бор.
В 1957 году население объединённой деревни составляло 151 человек.
С 1965 года, в составе Бокситогорского района.
По данным 1966, 1973 и 1990 годов деревня Красный Бор входила в состав Сидоровского сельсовета Бокситогорского района. 
В 3 км от деревни находился Красноборский лесопункт узкоколейной железной дороги Ефимовского лестрансхоза.
В 1997 году в деревне Красный Бор Сидоровской волости проживали 13 человек, в 2002 году — 5 человек (все русские).
В 2007 году в деревне Красный Бор Радогощинского СП были зарегистрированы 3 человека, в 2010 году — также 3, в 2015 году — 4 человека.
В мае 2019 года Радогощинское сельское поселение вошло в состав Ефимовского городского поселения.

## География
Деревня расположена в северо-восточной части района на автодороге Саньков Бор — Алозеро.
Расстояние до деревни Радогощь — 39 км.
Деревня находится на правом берегу реки Колпь.

## Демография
| 1997 | 2002 | 2007 | 2010 | 2017 |
| ---- | ---- | ---- | ---- | ---- |
| 13   | ↘5   | ↘3   | →3   | ↗4   |

## Инфраструктура
На 1 января 2017 года в деревне было зарегистрировано: домохозяйств — 3, проживающих постоянно — 4 человека.